# Плопень (Сучава)
Плопень, Плопені (рум. Plopeni) — село у повіті Сучава в Румунії. Адміністративно підпорядковане місту Салча.
Село розташоване на відстані 358 км на північ від Бухареста, 6 км на схід від Сучави, 109 км на північний захід від Ясс.

## Населення
За даними перепису населення 2002 року у селі проживала 2971 особа, усі — румуни. Усі жителі села рідною мовою назвали румунську.